# Stefan Metz
Stefan Metz (ur. 15 października 1951 w Kaufbeuren) – niemiecki hokeista grający na pozycji napastnika, reprezentant kraju, olimpijczyk.

## Kariera
Stefan Metz karierę sportową rozpoczął w 1970 roku w ESV Kaufbeuren, w którym grał do 1973 roku (w sezonie 1970/1971 występował również w drużynie U-20). Następnie został zawodnikiem BSC Berlin, z którym odniósł największe sukcesy w karierze sportowej: dwukrotne mistrzostwo Niemiec (1974, 1976), dwukrotne wicemistrzostwo Niemiec (1975, 1978). Po sezonie 1977/1978 w wieku zaledwie 26 lat zakończył karierę sportową.

## Kariera reprezentacyjna
Stefan Metz w 1976 roku w reprezentacji RFN rozegrał 11 meczów. Został powołany przez selekcjonera drużyny Noszących Orła, Xavera Unsinna na turniej olimpijski 1976 w Innsbrucku, na których drużyna Noszących Orła zdobyła pierwszy od 44 lat medal olimpijski – brązowy medal.

## Kariera trenerska
Stefan Metz po zakończeniu kariery sportowej rozpoczął karierę trenerską. Trenował: SC Memmingen (1984–1985), EV Pfronten (1985–1986) oraz wraz z Richardem Perglem ESV Kaufbeuren (1986–1987). Był także w latach 1987–1992 menedżerem BFC Preussen oraz w latach 1998–1999 menedżerem Kassel Huskies.

## Sukcesy

### Zawodnicze
BSC Berlin
- Mistrzostwo Niemiec: 1974, 1976
- Wicemistrzostwo Niemiec: 1975, 1978

Reprezentacyjne
- Brązowy medal zimowych igrzysk olimpijskich: 1976